# NBA Western Division
La Western Division è stata una delle due division della Basketball Association of America e successivamente della National Basketball Association. La division è stata creata all'inizio della stagione 1946-1947, prima stagione della neonata BAA; la division è rimasta tale anche dopo la fusione con la National Basketball League (NBL), avvenuta il 3 agosto 1949 e dalla quale è nata l'odierna NBA. La divisione è rimasta tale fino alla stagione 1970-1971 quando la NBA si è espansa, passando da 14 a 17 squadre, rendendo così obbligatorio una nuova suddivisione, creando così la Eastern e la Western conference.

## Squadre
| Squadra | Città, Stato                                                                 | Anno       | Da                   | Anno      | A                                 | Conference attuale |
| Squadra | Città, Stato                                                                 | Iscrizione | Iscrizione           | Abbandono | Abbandono                         | Conference attuale |
| --- | ---------------------------------------------------------------------------- | ---------- | -------------------- | --------- | --------------------------------- | ------------------ |
| Anderson Packers | Anderson, Indiana                                                            | 1949       | —*                   | 1950      | NPBL                              | —                  |
| Tri-Cities Blackhawks (1949–1951) Milwaukee Hawks (1951–1955) St. Louis Hawks (1955–1968) Atlanta Hawks (1968–oggi) | Moline, Illinois Milwaukee, Wisconsin Saint Louis, Missouri Atlanta, Georgia | 1949       | —*                   | 1970      | Central Division                  | Southeast Division |
| Baltimore Bullets                                                                                                   | Baltimore, Maryland                                                          | 1947       | ABL                  | 1948      | Eastern Division                  | —                  |
| Chicago Packers (1961–1962) Chicago Zephyrs (1962–1963) Baltimore Bullets (1963–1966) (ora Washington Wizards)      | Chicago, Illinois Chicago, Illinois Baltimore, Maryland                      | 1961       | —✝                   | 1966      | Eastern Division                  | Southeast Division |
| Chicago Bulls | Chicago, Illinois                                                            | 1966       | —✝                   | 1970      | Midwest Division                  | Central Division   |
| Chicago Stags | Chicago, Illinois                                                            | 1946       | §                    | 1949      | Central Division                  | —                  |
| Rochester Royals (1948–1949, 1950–1957) Cincinnati Royals (1957–1962) (ora Sacramento Kings)                        | Rochester, New York Cincinnati, Ohio                                         | 1948 1950  | NBL Central Division | 1949 1962 | Central Division Eastern Division | Pacific Division   |
| Cleveland Rebels | Cleveland, Ohio                                                              | 1946       | §                    | 1947      | Abbandono                         | —                  |
| Denver Nuggets | Denver, Colorado                                                             | 1949       | —*                   | 1950      | Abbandono                         | —                  |
| Detroit Falcons | Detroit, Michigan                                                            | 1946       | §                    | 1947      | Abbandono                         | —                  |
| Fort Wayne Pistons (1948–1949, 1950–1957) Detroit Pistons (1957–oggi)                                               | Fort Wayne, Indiana Detroit, Michigan                                        | 1948 1950  | NBL Central Division | 1949 1967 | Central Division Eastern Division | Central Division   |
| Indianapolis Jets                                                                                                   | Indianapolis, Indiana                                                        | 1948       | NBL                  | 1949      | Abbandono                         | —                  |
| Indianapolis Olympians                                                                                              | Indianapolis, Indiana                                                        | 1949       | —✝                   | 1953      | Abbandono                         | —                  |
| Minneapolis Lakers (1948–1949, 1950–1960) Los Angeles Lakers (1960–oggi)                                            | Minneapolis, Minnesota Los Angeles, California                               | 1948 1950  | NBL Central Division | 1949 1970 | Central Division Pacific Division | Pacific Division   |
| Phoenix Suns | Phoenix, Arizona                                                             | 1968       | —✝                   | 1970      | Midwest Division                  | Pacific Division   |
| Pittsburgh Ironmen                                                                                                  | Pittsburgh, Pennsylvania                                                     | 1946       | §                    | 1947      | Abbandono                         | —                  |
| San Diego Rockets (ora Houston Rockets)                                                                             | San Diego, California                                                        | 1967       | —✝                   | 1970      | Pacific Division                  | Southwest Division |
| San Francisco Warriors (ora Golden State Warriors)                                                                  | San Francisco, California                                                    | 1962       | Eastern Division     | 1970      | Pacific Division                  | Pacific Division   |
| Seattle SuperSonics (ora Oklahoma City Thunder)                                                                     | Seattle, Washington                                                          | 1967       | —✝                   | 1970      | Pacific Division                  | Northwest Division |
| Sheboygan Red Skins                                                                                                 | Sheboygan, Wisconsin                                                         | 1949       | —*                   | 1950      | NPBL                              | —                  |
| St. Louis Bombers                                                                                                   | St. Louis, Missouri                                                          | 1946       | §                    | 1949      | Central Division                  | —                  |
| Washington Capitols                                                                                                 | Washington D.C.                                                              | 1947       | Eastern Division     | 1948      | Eastern Division                  | —                  |
| Waterloo Hawks | Waterloo, Iowa                                                               | 1949       | —*                   | 1950      | NPBL                              | —                  |

Note
- Squadra fondatrice della BAA
- ✝ indica una nuova squadra.
- * indica una squadra che proviene dalla NBL a seguito della fusione con la BAA del 1949.

## Albo d'oro NBA Western Division (Regular Season)
| ^ | Miglior record della stagione |

| Stagione | Squadra                | Record       | Playoff                               |
| -------- | ---------------------- | ------------ | ------------------------------------- |
| 1946–47  | Chicago Stags          | 39–22 (.639) | Perse le BAA Finals                   |
| 1947–48  | St. Louis Bombers^     | 29–19 (.604) | Eliminata alle Semifinals             |
| 1948–49  | Rochester Royals^      | 45–15 (.750) | Perse le Division Finals              |
| 1949–50  | Indianapolis Olympians | 39–25 (.609) | Perse le Division Finals              |
| 1950–51  | Minneapolis Lakers^    | 44–24 (.647) | Eliminata alle semifinali di division |
| 1951–52  | Rochester Royals^      | 41–25 (.621) | Perse le Division Finals              |
| 1952–53  | Minneapolis Lakers^    | 48–22 (.686) | Vinte le NBA Finals                   |
| 1953–54  | Minneapolis Lakers^    | 46–26 (.639) | Vinte le NBA Finals                   |
| 1954–55  | Fort Wayne Pistons^    | 43–29 (.597) | Perse le NBA Finals                   |
| 1955–56  | Fort Wayne Pistons     | 37–35 (.521) | Perse le NBA Finals                   |
| 1956–57  | St. Louis Hawks        | 34–38 (.472) | Perse le NBA Finals                   |
| 1957–58  | St. Louis Hawks        | 41–31 (.569) | Vinte le NBA Finals                   |

| Stagione | Squadra                | Record       | Playoff                               |
| -------- | ---------------------- | ------------ | ------------------------------------- |
| 1958–59  | St. Louis Hawks        | 49–23 (.681) | Perse le Division Finals              |
| 1959–60  | St. Louis Hawks        | 46–29 (.613) | Perse le NBA Finals                   |
| 1960–61  | St. Louis Hawks        | 51–28 (.646) | Perse le NBA Finals                   |
| 1961–62  | Los Angeles Lakers     | 54–26 (.675) | Perse le NBA Finals                   |
| 1962–63  | Los Angeles Lakers     | 53–27 (.663) | Perse le NBA Finals                   |
| 1963–64  | San Francisco Warriors | 48–32 (.600) | Perse le NBA Finals                   |
| 1964–65  | Los Angeles Lakers     | 49–31 (.613) | Perse le NBA Finals                   |
| 1965–66  | Los Angeles Lakers     | 45–35 (.563) | Perse le NBA Finals                   |
| 1966–67  | San Francisco Warriors | 44–37 (.543) | Perse le NBA Finals                   |
| 1967–68  | St. Louis Hawks        | 56–26 (.683) | Eliminata alle semifinali di division |
| 1968–69  | Los Angeles Lakers     | 55–27 (.671) | Perse le NBA Finals                   |
| 1969–70  | Atlanta Hawks          | 48–34 (.585) | Perse le Division Finals              |

### Vittorie per franchigia
| Squadra                                 | Vittoria | Stagioni vincenti                                                      |
| --------------------------------------- | -------- | ---------------------------------------------------------------------- |
| Minneapolis Lakers / Los Angeles Lakers | 8        | 1950–51, 1952–53, 1953–54, 1961–62, 1962–63, 1964–65, 1965–66, 1968–69 |
| St. Louis Hawks / Atlanta Hawks         | 7        | 1956–57, 1957–58, 1958–59, 1959–60, 1960–61, 1967–68, 1969–70          |
| Rochester Royals                        | 2        | 1948–49, 1951–52                                                       |
| Fort Wayne Pistons                      | 2        | 1954–55, 1955–56                                                       |
| San Francisco Warriors                  | 2        | 1963–64, 1966–67                                                       |
| Chicago Stags                           | 1        | 1946–47                                                                |
| St. Louis Bombers                       | 1        | 1947–48                                                                |
| Indianapolis Olympians                  | 1        | 1949–50                                                                |

## Risultati per stagione
| Legenda | Legenda                                                      |
| ------- | ------------------------------------------------------------ |
| ^       | Indica una squadra che ha vinto le BBA / NBA Finals          |
| +       | Indica una squadra che ha perso le BAA / NBA Finals          |
| *       | Indica una squadra che si è qualificata per gli NBA Playoffs |

| Stagione | Squadra (record)       | Squadra (record)     | Squadra (record)       | Squadra (record)      | Squadra (record)      | Squadra (record)      | Squadra (record)     |
| Stagione | 1ª                     | 2ª                   | 3ª                     | 4ª                    | 5ª                    | 6ª                    | 7ª                   |
| --- | ---------------------- | -------------------- | ---------------------- | --------------------- | --------------------- | --------------------- | -------------------- |
| 1946: la Western Division era formata da sole cinque squadre. |                        |                      |                        |                       |                       |                       |                      |
| 1946–47 | Chicago+ (39–22)       | St. Louis* (38–23)   | Cleveland* (30–30)     | Detroit (20–40)       | Pittsburgh (15–45)    |                       |                      |
| 1947: Cleveland Rebels, Detroit Falcons e Pittsburgh Ironmen hanno abbandonato il torneo dopo la regular season, mentre i Washington Capitols hanno lasciato per passare alla Eastern Division ed i Baltimore Bullets si sono uniti alla American Basketball League (ABL). |                        |                      |                        |                       |                       |                       |                      |
| 1947–48 | St. Louis* (29–19)     | Baltimore^ (28–20)   | Chicago* (28–20)       | Washington* (28–20)   |                       |                       |                      |
| 1948: i Washington Capitols tornano alla Eastern Division così come i Baltimore Bullets, mentre Fort Wayne Pistons, Indianapolis Jets, Minneapolis Lakers e Rochester Royals si uniscono alla National Basketball League (NBL). |                        |                      |                        |                       |                       |                       |                      |
| 1948–49 | Rochester* (45–15)     | Minneapolis^ (44–16) | Chicago* (38–22)       | St. Louis* (29–31)    | Fort Wayne (22–38)    | Indianapolis (18–42)  |                      |
| 1949: gli Indianapolis Jets abbandonano il torneo dopo la regular season, Chicago Stags, Fort Wayne Pistons, Minneapolis Lakers, Rochester Royals e St. Louis Bombers passano alla Central Division. Una nuova squadra, gli Indianapolis Olympians si uniscono alla division, mentre Anderson Packers, Denver Nuggets, Sheboygan Red Skins, Tri-Cities Blackhawks e Waterloo Hawks si iscrivono alla National Basketball League (NBL). |                        |                      |                        |                       |                       |                       |                      |
| 1949–50 | Indianapolis* (39–25)  | Anderson* (37–27)    | Tri-Cities* (29–35)    | Sheboygan* (22–40)    | Waterloo (19–43)      | Denver (11–51)        |                      |
| 1950: i Denver Nuggets si ritirano dal torneo dopo la regular season, mentre Anderson Packers, Sheboygan Red Skins e Waterloo Hawks lasciano per iscriversi alla National Professional Basketball League (NPBL). Fort Wayne Pistons, Minneapolis Lakers e Rochester Royals tornano a far parte della division. |                        |                      |                        |                       |                       |                       |                      |
| 1950–51 | Minneapolis* (44–24)   | Rochester^ (41–27)   | Fort Wayne* (32–36)    | Indianapolis* (31–37) | Tri-Cities (25–43)    |                       |                      |
| 1951: i Tri-Cities Blackhawks spostano la loro sede e diventano Milwaukee Hawks. |                        |                      |                        |                       |                       |                       |                      |
| 1951–52 | Rochester* (41–25)     | Minneapolis^ (40–26) | Indianapolis* (34–32)  | Fort Wayne* (29–37)   | Milwaukee (17–49)     |                       |                      |
| 1952–53 | Minneapolis^ (48–22)   | Rochester* (44–26)   | Fort Wayne* (36–33)    | Indianapolis* (28–43) | Milwaukee (27–44)     |                       |                      |
| 1953: gli Indianapolis Olympians abbandonano il torneo dopo la regular season. |                        |                      |                        |                       |                       |                       |                      |
| 1953–54 | Minneapolis^ (46–26)   | Rochester* (44–28)   | Fort Wayne* (40–32)    | Milwaukee (21–51)     |                       |                       |                      |
| 1954–55 | Fort Wayne+ (43–29)    | Minneapolis* (40–32) | Rochester* (29–43)     | Milwaukee (26–46)     |                       |                       |                      |
| 1955: i Milwaukee Hawks cambiano sede e diventano i St. Louis Hawks. |                        |                      |                        |                       |                       |                       |                      |
| 1955–56 | Fort Wayne+ (37–35)    | Minneapolis* (33–39) | St. Louis* (33–39)     | Rochester (31–41)     |                       |                       |                      |
| 1956–57 | St. Louis+ (34–38)     | Minneapolis* (34–38) | Fort Wayne* (34–38)    | Rochester (31–41)     |                       |                       |                      |
| 1957: i Fort Wayne Pistons cambiano città e diventano i Detroit Pistons, così come i Rochester Royals che cambiano nome in Cincinnati Royals. |                        |                      |                        |                       |                       |                       |                      |
| 1957–58 | St. Louis^ (41–31)     | Detroit* (33–39)     | Cincinnati* (33–39)    | Minneapolis (19–53)   |                       |                       |                      |
| 1958–59 | St. Louis* (49–23)     | Minneapolis+ (33–39) | Detroit* (28–44)       | Cincinnati (19–53)    |                       |                       |                      |
| 1959–60 | St. Louis+ (46–29)     | Detroit* (30–45)     | Minneapolis* (25–50)   | Cincinnati (19–56)    |                       |                       |                      |
| 1960: i Minneapolis Lakers cambiano sede e diventano i Los Angeles Lakers. |                        |                      |                        |                       |                       |                       |                      |
| 1960–61 | St. Louis+ (51–28)     | Los Angeles* (36–43) | Detroit* (34–45)       | Cincinnati (33–46)    |                       |                       |                      |
| 1961: una nuova squadra, i Chicago Packers si unisce alla division. |                        |                      |                        |                       |                       |                       |                      |
| 1961–62 | Los Angeles+ (54–26)   | Cincinnati* (43–37)  | Detroit* (37–43)       | St. Louis (29–51)     | Chicago (18–62)       |                       |                      |
| 1962: i Chicago Packers cambiano nome in Chicago Zephyrs, mentre i Cincinnati Royals si spostano nella Eastern Division, in quanto i Philadelphia Warriors cambiano città diventando i San Francisco Warriors. |                        |                      |                        |                       |                       |                       |                      |
| 1962–63 | Los Angeles+ (53–27)   | St. Louis* (48–32)   | Detroit* (34–46)       | San Francisco (31–49) | Chicago (25–55)       |                       |                      |
| 1963: i Chicago Zephyrs si spostano e diventano i Baltimore Bullets. |                        |                      |                        |                       |                       |                       |                      |
| 1963–64 | San Francisco+ (48–32) | St. Louis* (46–34)   | Los Angeles* (42–38)   | Baltimore (31–49)     | Detroit (23–57)       |                       |                      |
| 1964–65 | Los Angeles+ (49–31)   | St. Louis* (45–35)   | Baltimore* (37–43)     | Detroit (31–49)       | San Francisco (17–63) |                       |                      |
| 1965–66 | Los Angeles+ (45–35)   | Baltimore* (38–42)   | St. Louis* (36–44)     | San Francisco (35–45) | Detroit (22–58)       |                       |                      |
| 1966: Una nuova squadra, i Chicago Bulls si uniscono alla Western division, mentre i Baltimore Bullets fanno il passaggio opposto andando nella Eastern Division. |                        |                      |                        |                       |                       |                       |                      |
| 1966–67 | San Francisco+ (44–37) | St. Louis* (39–42)   | Los Angeles* (36–45)   | Chicago* (33–48)      | Detroit (30–51)       |                       |                      |
| 1967: Due nuove squadre, i San Diego Rockets ed i Seattle SuperSonics si iscrivono alla division, mentre i Detroit Pistons passano alla Eastern division. |                        |                      |                        |                       |                       |                       |                      |
| 1967–68 | St. Louis* (56–26)     | Los Angeles+ (52–30) | San Francisco* (43–39) | Chicago* (29–53)      | Seattle (23–59)       | San Diego (15–67)     |                      |
| 1968: Una nuova squadra, i Phoenix Suns, entra a far parte della division, nel frattempo i St. Louis Hawks cambiano città e diventano gli Atlanta Hawks. |                        |                      |                        |                       |                       |                       |                      |
| 1968–69 | Los Angeles+ (55–27)   | Atlanta* (48–34)     | San Francisco* (41–41) | San Diego* (37–45)    | Chicago (33–49)       | Seattle (30–52)       | Phoenix Suns (16–66) |
| 1969–70 | Atlanta* (48–34)       | Los Angeles+ (46–36) | Chicago* (39–43)       | Phoenix Suns* (39–43) | Seattle (36–46)       | San Francisco (30–52) | San Diego (27–55)    |
| 1970: la NBA divide il campionato in Eastern e Western conference. Gli Atlanta Hawks si spostano nella Central Division, i Chicago Bulls ed i Phoenix Suns si uniscono alla Midwest Division, mentre i Los Angeles Lakers, i San Diego Rockets, i San Francisco Warriors ed i Seattle SuperSonics passano alla Pacific Division. |                        |                      |                        |                       |                       |                       |                      |

## Albo d'oro NBA Western Division (Playoffs)
| Stagione | Squadra                |
| -------- | ---------------------- |
| 1947     | Chicago Stags          |
| 1948     | Baltimore Bullets      |
| 1949     | Minneapolis Lakers     |
| 1950     | Anderson Packers       |
| 1951     | Rochester Royals       |
| 1952     | Minneapolis Lakers     |
| 1953     | Minneapolis Lakers     |
| 1954     | Minneapolis Lakers     |
| 1955     | Fort Wayne Pistons     |
| 1956     | Fort Wayne Pistons     |
| 1957     | St. Louis Hawks        |
| 1958     | St. Louis Hawks        |
| 1959     | Minneapolis Lakers     |
| 1960     | St. Louis Hawks        |
| 1961     | St. Louis Hawks        |
| 1962     | Los Angeles Lakers     |
| 1963     | Los Angeles Lakers     |
| 1964     | San Francisco Warriors |
| 1965     | Los Angeles Lakers     |
| 1966     | Los Angeles Lakers     |
| 1967     | San Francisco Warriors |
| 1968     | Los Angeles Lakers     |
| 1969     | Los Angeles Lakers     |
| 1970     | Los Angeles Lakers     |

### Vittorie per franchigia
| Squadra                                 | Vittoria | Stagioni vincenti                                                      |
| --------------------------------------- | -------- | ---------------------------------------------------------------------- |
| Minneapolis Lakers / Los Angeles Lakers | 12       | 1949, 1952, 1953, 1954, 1959, 1962, 1963, 1965, 1966, 1968, 1969, 1970 |
| St. Louis Hawks                         | 4        | 1957, 1958, 1960, 1961                                                 |
| Fort Wayne Pistons                      | 2        | 1955, 1956                                                             |
| San Francisco Warriors                  | 2        | 1964, 1967                                                             |
| Chicago Stags                           | 1        | 1947                                                                   |
| Baltimore Bullets                       | 1        | 1948                                                                   |
| Anderson Packers                        | 1        | 1950                                                                   |
| Rochester Royals                        | 1        | 1951                                                                   |